# Campionato Gaúcho 2024
Il Campionato Gaúcho 2024 (ufficialmente Gauchão Ipiranga 2024 per ragioni di sponsorizzazione) è stata la 104ª edizione del Campionato Gaúcho. Il torneo è iniziato il 20 gennaio 2023 e terminato il 7 aprile successivo.

## Squadre partecipanti
| Squadra           | Allenatore        |
| ----------------- | ----------------- |
| Avenida           | Márcio Nunes      |
| Brasil de Pelotas | Fabiano Daitx     |
| Caxias            | Argel Fucks       |
| Grêmio            | Renato Portaluppi |
| Guarany de Bagé   | Wiliam Campos     |
| Internacional     | Eduardo Coudet    |
| Juventude         | Roger Machado     |
| Novo Hamburgo     | Edinho Rosa       |
| Santa Cruz-RS     | Iarley            |
| São José-RS       | China Balbino     |
| São Luiz          | Alessandro Telles |
| Ypiranga-RS       | Thiago Carvalho   |

## Prima fase
|  | Pos. | Squadra           | Pt | G  | V | N | P | GF | GS | DR  |
|  | ---- | ----------------- | -- | -- | - | - | - | -- | -- | --- |
|  | 1    | Internacional     | 28 | 11 | 9 | 1 | 1 | 21 | 7  | +14 |
|  | 2    | Grêmio            | 23 | 11 | 7 | 2 | 2 | 23 | 10 | +13 |
|  | 3    | Caxias            | 16 | 11 | 4 | 4 | 3 | 15 | 14 | +1  |
|  | 4    | Guarany de Bagé   | 16 | 11 | 4 | 4 | 3 | 12 | 15 | −3  |
|  | 5    | Juventude         | 15 | 11 | 4 | 3 | 4 | 15 | 9  | +6  |
|  | 6    | São José-RS       | 15 | 11 | 3 | 6 | 2 | 11 | 10 | +1  |
|  | 7    | Brasil de Pelotas | 15 | 11 | 3 | 6 | 2 | 9  | 8  | +1  |
|  | 8    | São Luiz          | 13 | 11 | 2 | 7 | 2 | 9  | 9  | 0   |
|  | 9    | Ypiranga-RS       | 10 | 11 | 1 | 7 | 3 | 7  | 14 | −7  |
|  | 10   | Avenida           | 9  | 11 | 2 | 3 | 6 | 5  | 10 | −5  |
|  | 11   | Novo Hamburgo     | 9  | 11 | 2 | 3 | 6 | 6  | 15 | −9  |
|  | 12   | Santa Cruz-RS     | 4  | 11 | 0 | 4 | 7 | 8  | 20 | −12 |

Legenda:
     Ammesse alla Fase Finale
     Retrocesse in Série A2 2025
Note:
Tre punti a vittoria, uno a pareggio, zero a sconfitta.
|                     | AVN | BDP | CAX | GRY | GRE | INT | JUV | NHA | STC | SJO | SLZ | YPI |
| ------------------- | --- | --- | --- | --- | --- | --- | --- | --- | --- | --- | --- | --- |
| Avenida             | –   | 0–0 | –   | 0–1 | 0–1 | –   | –   | –   | –   | 0–0 | –   | 2–0 |
| Brasil de Pelotas   | –   | –   | –   | 1–1 | 0–1 | –   | 1–0 | 0–0 | 2–0 | 0–0 | –   | –   |
| Caxias              | 2–0 | 1–2 | –   | –   | 2–1 | –   | –   | –   | 2–1 | 1–2 | 2–2 | –   |
| Guarany de Bagé     | –   | –   | 1–1 | –   | –   | 2–1 | –   | 2–0 | –   | –   | 1–0 | 1–2 |
| Grêmio              | –   | –   | –   | 4–1 | –   | –   | 1–0 | 2–0 | 6–2 | 4–1 | 1–1 | –   |
| Internacional       | 1–0 | 3–1 | 2–0 | –   | 3–2 | –   | –   | –   | –   | –   | –   | 3–0 |
| Juventude           | 3–1 | –   | 1–1 | 4–0 | –   | 1–2 | –   | –   | –   | –   | –   | 3–0 |
| Novo Hamburgo       | 0–1 | –   | 0–1 | –   | –   | 1–3 | 1–1 | –   | 2–1 | –   | 1–0 | –   |
| Santa Cruz          | 1–1 | –   | –   | 1–1 | –   | 0–2 | 0–1 | –   | –   | 1–1 | –   | 1–1 |
| São José            | –   | –   | –   | 1–1 | –   | 0–1 | 1–0 | 3–0 | –   | –   | 1–1 | –   |
| São Luiz            | 1–0 | 2–2 | –   | –   | –   | 0–0 | 1–1 | –   | 1–0 | –   | –   | 0–0 |
| Ypiranga de Erechim | –   | 0–0 | 2–2 | –   | 0–0 | –   | –   | 1–1 | –   | 1–1 | –   | –   |

## Fase Finale
|  | Quarti di finale  | Quarti di finale  | Quarti di finale |  |  | Semifinali    | Semifinali    | Semifinali | Semifinali | Semifinali |   |   | Finale | Finale | Finale | Finale | Finale |  |
|  |                   |                   |                  |  |  |               |               |            |            |            |   |   |        |        |        |        |        |  |
|  | Grêmio            | Grêmio            | 2                |  |  |               |               |            |            |            |   |   |        |        |        |        |        |  |
|  | Brasil de Pelotas | Brasil de Pelotas | 0                |  |  | Grêmio        | Grêmio        | 2          | 3          | 5          |   |   |        |        |        |        |        |  |
|  | Caxias            | Caxias            | 1                |  |  | Caxias        | Caxias        | 1          | 2          | 3          |   |   |        |        |        |        |        |  |
|  | São José-RS       | São José-RS       | 0                |  |  |               |               |            |            |            |   |   | Grêmio | Grêmio | 0      | 3      | 3      |  |
|  | Internacional     | Internacional     | 3                |  |  |               |               | Juventude  | Juventude  | 0          | 1 | 1 |        |        |        |        |        |  |
|  | São Luiz          | São Luiz          | 0                |  |  | Internacional | Internacional | 0          | 1          | 1 (5)      |   |   |        |        |        |        |        |  |
|  | Guarany de Bagé   | Guarany de Bagé   | 0                |  |  | Juventude     | Juventude     | 0          | 1          | 1 (6)      |   |   |        |        |        |        |        |  |
|  | Juventude         | Juventude         | 4                |  |  |               |               |            |            |            |   |   |        |        |        |        |        |  |